# SN 2004dd
SN 2004dd – supernowa typu II-P odkryta 12 lipca 2004 roku w galaktyce NGC 124. W momencie odkrycia miała maksymalną jasność 17,10m.